# Batalion KB „Nałęcz”

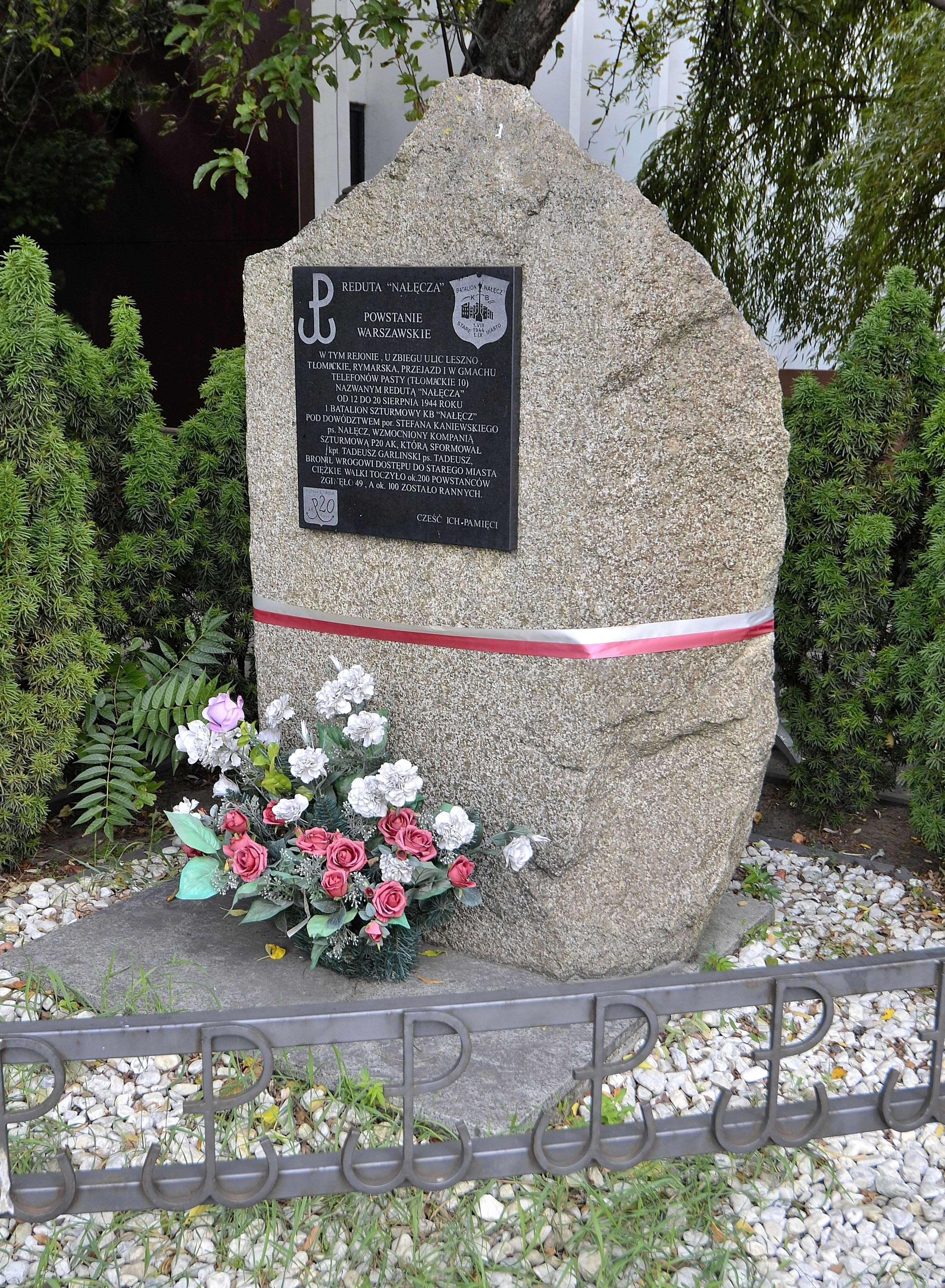
Upamiętnienie batalionu przy alei „Solidarności” w Warszawie

Batalion KB „Nałęcz” – pododdział Korpusu Bezpieczeństwa (nazywany również 1 Batalionem Szturmowym KB „Nałęcz”). 
Uczestniczył w walkach na Woli, Muranowie, Starym Mieście i południowym Śródmieściu.

## Historia oddziału
Oddział powstał 1 sierpnia 1944 na bazie kilkunastoosobowej grupy oficerów i podchorażych Korpusu Bezpieczeństwa (ze struktur Strażackiego Ruchu Oporu „Skała”), dowodzonych przez por. Stefana Kaniewskiego „Nałęcz”. Oddział samorzutnie włączył się do walk o halę targową na placu Żelaznej Bramy. 
3 sierpnia oddział liczył 40 żołnierzy uzbrojonych w lekki karabin maszynowy, 3 pistolety maszynowe, kilka karabinów i pistoletów oraz granaty. Brał wówczas udział w zdobyciu posterunku żandarmerii niemieckiej Nordwache znajdującym się w kamienicy na rogu ul. Żelaznej i Chłodnej. Skierowany ze Śródmieścia w rejon Woli wycofał się 6 sierpnia na Stare Miasto.
Na Starym Mieście jako kompania „Nałęcz” był początkowo podporządkowany oddziałowi kpt. „Barry” na odcinku zachodnim. Powierzono mu obronę Pałacu Jabłonowskich oraz klasztoru Kanoniczek na placu Teatralnym. Odcinek wspierał pluton PKB „Blanka” oraz podporządkowana mu taktycznie kompania szturmowa P-20. Od 8 sierpnia odcinek został podporządkowany Zgrupowaniu „Kuba”-„Sosna”. Od 10 do 11 sierpnia po ciężkich bojach, oddział znalazł się w odwodzie Grupy AK „Północ”. Wskutek dużego napływu ochotników utworzono dwie kompanie przekształcając oddział w batalion liczący ok. 200 żołnierzy. 12 sierpnia ponownie został skierowany na linię broniąc gmachu centrali telefonów u zbiegu ulic Przejazd i Tłomackie. W czasie walk w obronie tego rejonu batalion stracił 49 zabitych i ponad 100 rannych. 18 sierpnia do batalionu włączono kompanię P-20. Zaś 20 sierpnia batalion został ponownie wycofany do odwodu.
21 sierpnia batalion ponownie został skierowany do walk, m.in. uczestniczył w zdobyciu Pałacu Radziwiłłów, który ostatecznie utracono 24 sierpnia. 
W nocy z 31 sierpnia na 1 września, żołnierze batalionu zostali ewakuowani do Śródmieścia. 1 kompania batalionu została włączona w skład Batalionu „Zaremba-Piorun” w Śródmieściu Północnym, zaś 2 kompania z resztkami kompanii P-20, została włączona do Batalionu „Sokół” w Podobwodzie Śródmieście Południowe. 
Łącznie w powstaniu w szeregach batalionu wzięło udział 378 żołnierzy, z czego w trakcie walk poległo 127.

## Ordre de Bataille
- dowódca – por./kpt. Stefan Kaniewski „Nałęcz” (ranny 23 sierpnia);
- zastępca – por./kpt. Leopold Stanisław Kiersznowski „Pobóg” (ranny 23 września)
- 1 kompania – dowódca por./kpt. Leopold Stanisław Kiersznowski „Pobóg”;
- 2 kompania – dowódca por./kpt/ Adolf Hoffman „Holski”;
- kompania P-20 – dowódca por./kpt. Tadeusz Łukaszewicz „Edward” (poległ 12 września)